# 阿湿波
阿湿波是印度列国时代十六雄国中最南面的国家，位于戈达瓦里河上游地区，都城褒怛那（巴利語、梵語：Potana，被認為是在泰倫加納邦的博丹）。佛教经典《撰集百缘经》提及过它的一位国君——梵豫王。《往世书》中记载了它的二十五位国君，与摩揭陀国的幼龙王朝为同一时代。在《本生经》五中，以阿湿波与阿槃提的关系类比于鸯伽与摩揭陀的关系，因此佛教学者推测阿湿波可能是阿槃提的附属国。由于地理位置原因，该国也较晚才被摩揭陀国所灭。